# Dębno (Piła)
Pour les articles homonymes, voir Dębno.
Dębno (prononciation : [ˈdɛmbnɔ], en allemand : Dembno) est un village polonais de la gmina de Łobżenica dans le powiat de Piła de la voïvodie de Grande-Pologne dans le centre-ouest de la Pologne.
Il se situe à environ 10 kilomètres au sud-est de Łobżenica (siège de la gmina), 45 kilomètres à l'est de Piła (siège du powiat), et à 98 kilomètres au nord de Poznań (capitale de la Grande-Pologne).

## Histoire
De 1975 à 1998, le village faisait partie du territoire de la voïvodie de Piła.

Depuis 1999, Dębno est situé dans la voïvodie de Grande-Pologne.
Le village possède une population de 630 habitants.